# Rhizoctonia
Rhizoctonia è un genere di funghi basidiomiceti.

## Specie
- Rhizoctonia bataticola
- Rhizoctonia carotae
- Rhizoctonia crocorum
- Rhizoctonia fragariae
- Rhizoctonia oryzae
- Rhizoctonia oryzae-sativae
- Rhizoctonia ramicola
- Rhizoctonia rubi
- Rhizoctonia solani
- Rhizoctonia zeae
- Rhizoctonia cerealis